# Ronilački klub Špinut
Ronilački klub Špinut (RK Špinut) je jedan od ronilačkih klubova iz Splita, Hrvatska. Sjedište kluba je na adresi Lučica 7, Split. Klub je statutarno započeo s radom 4. srpnja 1993. godine.
Klub je u sastavu CMAS-a, registriran je pri Hrvatskom ronilačkom savezu kao krovnoj organizaciji ronilaštva u Hrvatskoj i punopravni je član Zajednice tehničke kulture (ZTK). Kroz svoje višegodišnje djelovanje klub održava kontakte i surađuje s ostalim ronilačkim klubovima u Splitsko-dalmatinskoj županiji, kao i u Hrvatskoj.

## Povijest

### Osnutak kluba
Vezano uz izgradnju Lučice u Splitu, 1987. godine započinje organiziranje grupe ronioca: Jakov Jeričević, Miro Jeričević, Marijan Dragan, Božidar Katušić i dr. Njihovo djelovanje bilo je iskljućivo u rekreativne svrhe, ipak imalo je značajnu ulogu u samom nastanku RK Špinut.

### Razdoblje Domovinskog rata i službeni osnutak kluba
Tijekom Domovinskog rata članovi RK Špinut aktivno sudjeluju kao pojedinci u raznim akcijama vađenja vojnih plovila kao i u drugim aktivnostima vezanim uz obranu domovine.
Klub donosi svoj statut 4. srpnja 1993. godine i od tada počinje formalno djelovati, ima prvenstveno ekološko-edukativan karakter. Od službenog oformljenja kluba karakterizira ga stalan rast broja članova kao i zavidna aktivnost kluba u svim granama ronilaštva. U klubu i sada djeluje veći broj ljudi koji se profesionalno bavi ili su se bavili ronjenjem.

## Instruktori
Klupski instruktori su:
- Bruno Stanić (I2)
- Božidar Katušić (I3) - specijalnosti:  noćni zaron, dubinski zaron, suho odijelo i kompresorista

## Klupski uspjesi

### Natjecanja
- 2004. Kup Hrvatske u podvodnim vještinama sa standardnom opremom u Bolu na Braču - ostvareno ekipno četvrto mjesto
- 2007. Kup Marjana u podvodnim vještinama održanom u Splitu - ostvareno ekipno prvo mjesto

### Druge aktivnosti
- 1994. – 2007. tradicionala klupska ekološka akcija Marjanski čisti žali
- domaćin savezne eko akcije 2005. godine
- 2006. osvojeno prvo mjesto u pripremanju brujeta
- 2007. osvojeno treće mjesto u pripremanju brujeta
- 2008. organizatori manifestacije "Terra blue - Split 08"
- redovno sudjelovanje na značajnijim eko akcijama u županiji kao i u eko akcijama na području čitavog Jadrana

## Programi edukacije
Programi edukacije obuhvaćaju sve kategorije u ronilaštvu, od početnih pa do najnaprednijih kategorija, kao i sve specijalizacije vezane za napredna zvanja kao što su noćni zaron, dubinski zaron, ronilac kompresorist, ronilac u suhom odijelu i sl.
Uz suradnju s vanjskim suradnicima klub po potrebi organizira određene specijalnosti za koje se pokaže interes članstva, a nema vlastiti kadar. To su prvenstveno podvodna fotografija i podvodna arheologija.

## Pogledaj također
- CMAS
- Hrvatski ronilački savez
- Ronjenje
- Rekreacijsko ronjenje
- Plivanje